# Patriarcha moskiewski i całej Rusi

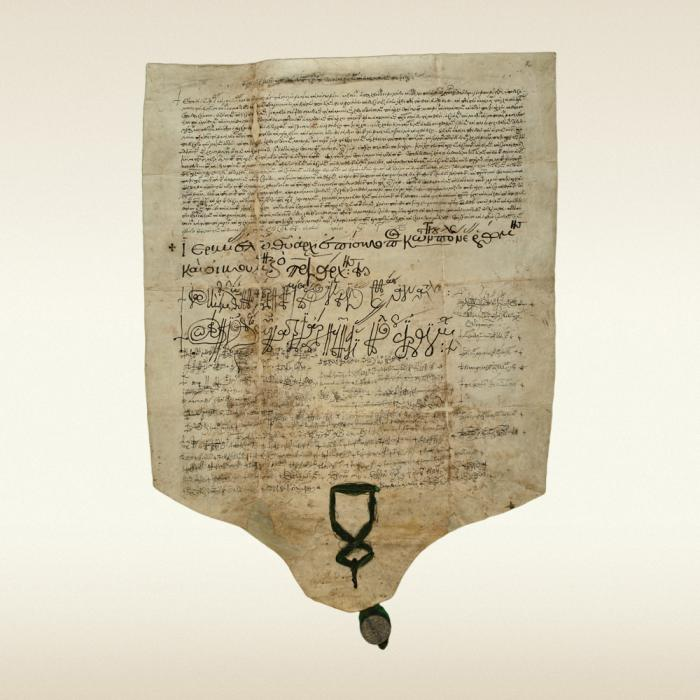
Ukaz Soboru Biskupów Patriarchatu Konstantynopolitańskiego o ustanowieniu Patriarchatu Moskiewskiego

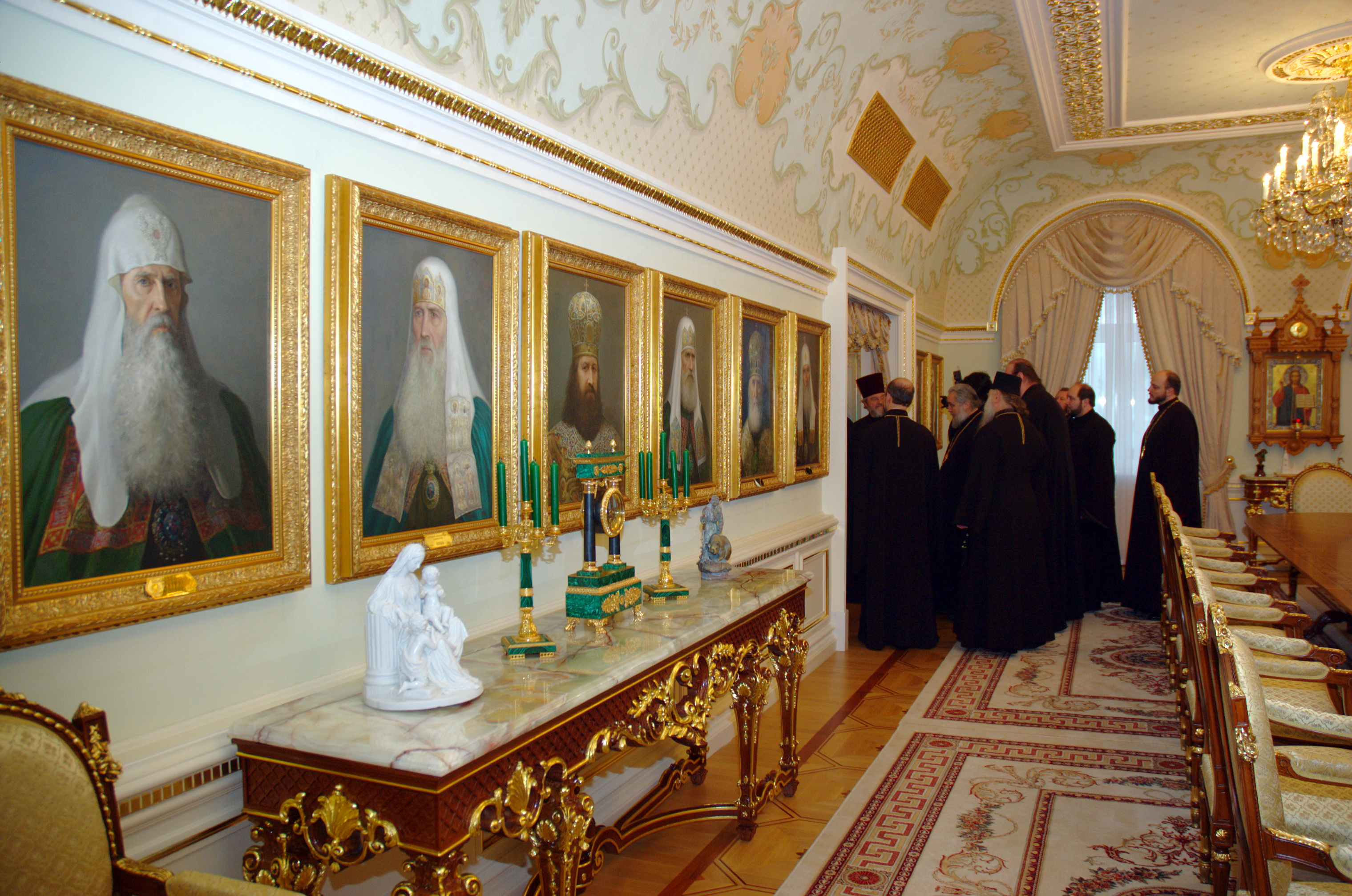
Galeria portretów patriarchów pędzla Wiktora Szyłowa w rezydencji patriarszej w Pieriediełkinie

Jego Świątobliwość Patriarcha moskiewski i całej Rusi (cs. Swiatiejszyj Patriarch Moskowskij i wsieja Rusi) – tytuł przysługujący zwierzchnikowi Rosyjskiego Kościoła Prawosławnego.
Zwierzchnicy Rosyjskiego Kościoła Prawosławnego nosili każdorazowo tytuł patriarchy w latach 1589–1700 i ponownie od 1917. W dwóch okresach istnienia patriarchatu najwyższy urząd w nim sprawowało de facto siedemnastu hierarchów, jednak jeden z nich – Ignacy – został pośmiertnie wykreślony z wykazów zwierzchników Kościoła.
Urząd patriarchy jest dożywotni (prawo złożenia patriarchy z urzędu posiada Sobór Biskupów Rosyjskiego Kościoła Prawosławnego), zaś wyboru patriarchów dokonuje Sobór Lokalny Rosyjskiego Kościoła Prawosławnego. Zwierzchnik Cerkwi Rosyjskiej przewodniczy posiedzeniom Soborów Lokalnych oraz Soborów Biskupów, a w okresach między ich zwoływaniem – obradom Świętego Synodu. Jest również ordynariuszem eparchii moskiewskiej oraz honorowym zwierzchnikiem metropolii moskiewskiej i wszystkich instytucji stauropigialnych Rosyjskiego Kościoła Prawosławnego (poza terytorium administratur autonomicznych), w pierwszej kolejności ławry Troicko-Siergijewskiej.

## Rys historii urzędu patriarchy moskiewskiego i całej Rusi
Od 1458 w Moskwie istniała prawosławna metropolia, utworzona po podziale istniejącej od chrztu Rusi metropolii kijowskiej.
Jako pierwszy życzenie ustanowienia w Moskwie autokefalicznego patriarchatu – w miejsce metropolii – wyraził car Fiodor w 1586, w czasie wizyty patriarchy antiocheńskiego Joachima w Moskwie. Pragnął on, by o utworzeniu patriarchatu zdecydowali, zgodnie z prawem kanonicznym, wszyscy zwierzchnicy już istniejących patriarchatów (Konstantynopolitańskiego, Aleksandryjskiego, Antiocheńskiego, Jerozolimskiego).
Decyzję w tej sprawie wydał patriarcha konstantynopolitański Jeremiasz II, za sprawą starań cara Rosji Borysa Godunowa. Pierwszego patriarchę wybrał osobiście car 17 stycznia 1589, wskazując na dotychczasowego metropolitę moskiewskiego Hioba. 26 stycznia patriarcha Jeremiasz nadał Hiobowi godność patriarchy, następnie został on uroczyście intronizowany, a ceremonii tej również przewodniczył patriarcha Konstantynopola. Działania te powinny zostać usankcjonowane stosownymi postanowieniami Soboru Biskupów Patriarchatu Konstantynopolitańskiego, co stało się w roku następnym (choć wskazywano, że znaczna część podpisów biskupów na akcie nadania autokefalii nie była oryginalna). Wtedy też Patriarchat Moskiewski otrzymał piąte miejsce w dyptychu (w kolejnych latach carowie bezskutecznie ubiegali się o miejsce trzecie).
Patriarchat Moskiewski funkcjonował do reformy cerkiewnej Piotra Wielkiego. Po śmierci patriarchy Adriana w styczniu 1700 car nie dopuścił do zwołania soboru, który wybrałby jego następcę, lecz wskazał „egzarchę, strażnika i administratora tronu patriarszego” – jednego z najmłodszych biskupów, metropolitę riazańskiego Stefana. Wbrew nadziejom cara hierarcha ten nie popierał jego polityki w sprawach cerkiewnych. W związku z tym Piotr I zwrócił się z poleceniem sporządzenia nowego wewnętrznego statutu Kościoła do metropolity pskowskiego Teofana. Opracował on w 1720 Duchowny regulamin, uzupełniany następnie przez samego cara i pod jego naciskiem zaakceptowany przez hierarchów rosyjskich, na mocy którego w miejsce urzędu patriarszego powstał kolegialny organ, który rozpoczął prace w roku następnym i wtedy też został nazwany Świątobliwym Synodem Rządzącym. Synodowi miał prezydować jeden z biskupów; pierwszym przewodniczącym został metropolita Stefan. W 1722 na mocy ukazu carskiego ustanowione zostało stanowisko oberprokuratora Synodu, świeckiego urzędnika, który miał strzec interesów cara i państwa w Cerkwi. W tym samym roku, po śmierci metropolity riazańskiego, urząd przewodniczącego Synodu został zlikwidowany i faktyczną kontrolę nad Synodem objął oberprokurator. Takie rozwiązanie zaakceptował w 1721 patriarcha Konstantynopola.
Urząd patriarchy został restytuowany w 1917 na Soborze Lokalnym, na zwierzchnika Rosyjskiego Kościoła Prawosławnego wybrano dotychczasowego metropolitę moskiewskiego Tichona.

## Historyczna tytulatura
W dekrecie ogłaszającym powstanie Patriarchatu Moskiewskiego jego zwierzchnika określono jako z bożej łaski patriarchę panującego miasta Moskwy i całej Rusi (cs. Божию милостию патриарх царствующаго града Москвы и всеа Русии).
Patriarcha Tichon posługiwał się tytułem patriarchy moskiewskiego i całej Rosji. W 1943, przed własnym wyborem na patriarchę, locum tenens Patriarchatu metropolita kruticki i kołomieński Sergiusz zasugerował zmianę tytułu na patriarcha moskiewski i całej Rusi. Wprowadzenie terminu Ruś miało najprawdopodobniej odwoływać się do okresu, gdy nie istniało wyraźne rozgraniczenia między trzema narodami wschodniosłowiańskimi; termin „Ruś” odnosił się zatem do większego terytorium, niż „Rosja” (do całego obszaru zamieszkanego przez Rosjan, Ukraińców i Białorusinów). Wymienione brzmienie tytułu patriarchy zostało zaakceptowane przez władze ZSRR. Tytuł ustalony w 1943 jest w późniejszych publikacjach związanych z Rosyjskim Kościołem Prawosławnym odnoszony także do hierarchów, którzy sprawowali urząd patriarchy przed jego sformułowaniem.
Szczególny tytuł wielkiego gosudara nosili patriarchowie Filaret oraz Nikon. Pierwszemu tytuł ten nadał syn, car Michał I, pragnąc podkreślić, iż patriarcha współrządził z nim państwem. Drugi posługiwał się tym tytułem za zgodą cara Aleksego I, który w pierwszych latach sprawowania urzędu przez Nikona nie podejmował bez jego rad żadnej decyzji.

## Rola patriarchy w Kościele i jego kompetencje

### Pierwszy okres istnienia patriarchatu
Bezpośrednio po ustanowieniu patriarchatu w Rosji zwierzchnik Rosyjskiego Kościoła Prawosławnego zarówno w zarządzaniu Kościołem, jak i w relacjach ze świeckim władcą posiadał te same uprawnienia, które przysługiwały wcześniej metropolitom moskiewskim. Nadanie tytułu patriarchy podnosiło jedynie prestiż Rosyjskiego Kościoła Prawosławnego oraz państwa, w którym działał.
W okresie między ustanowieniem patriarchatu a soborem moskiewskim lat 1666–1667 patriarcha rozwiązywał bieżące problemy Kościoła, zwołując do Moskwy sobory biskupów oraz przełożonych znaczniejszych monasterów, a niekiedy również protopopów. De facto w soborach brali udział także przedstawiciele władzy świeckiej, co było wyrazem coraz silniejszej, narastającej od XV w. ingerencji w działalność Kościoła. Sobory mogły być zwoływane także przez cara, co wynikało z koncepcji Trzeciego Rzymu i uznania szczególnych uprawnień władcy związanych z życiem religijnym w państwie.
Ważnym zadaniem zwierzchnika Kościoła było wydawanie listów pasterskich kierowanych do ogółu duchowieństwa lub tylko do wybranych osób, w których hierarcha udzielał ogólnych pouczeń teologicznych i moralnych lub wypowiadał się w sprawach bieżących.
Szczególnym zadaniem patriarchy było reprezentowanie Kościoła i obrona jego interesów przed władzami świeckimi. Miał ponadto prawo ubiegania się u cara o wybaczenia dla osób, które popadły w niełaskę. W rytuale pieczałowanija zwierzchnik Kościoła w otoczeniu biskupów przypominał władcy dawne zasługi osoby, za którą się wstawiał, jak również obiecywał, iż kolejne jej przewinienie pociągnie za sobą również kary cerkiewne.
Wybór zwierzchnika powinien być, podobnie jak w okresie metropolitalnym, dokonywany przez sobór biskupów i potwierdzony poprzez powtórzenie ceremonii chirotonii biskupiej. O ile drugi wymóg był bezwzględnie stosowany do objęcia urzędu przez Nikona włącznie, pierwszy w praktyce był omijany, a znaczący wpływ na wybór miał car (por. tabela z listą patriarchów).
Pozycja patriarchy w systemie zarządzania Cerkwią, procedury jego wyboru i możliwość odsunięcia od pełnienia urzędu nie były w pełni doprecyzowane. Związane z tym problemy unaoczniła sprawa patriarchy Nikona, który w 1658, po sporze z carem, porzucił wykonywanie obowiązków zwierzchnika Cerkwi, ale nie zrezygnował formalnie z godności. Według Nikona wybór nowego patriarchy mógłby nastąpić dopiero za jego zgodą, podczas gdy jego przeciwnicy argumentowali, iż odstępując od realnego sprawowania urzędu Nikon ustąpił, a biskupi razem z carem powinni nawet wbrew tradycji wybrać jego legalnego następcę. Ostatecznie sprawę rozwiązał dopiero sobór moskiewski w latach 1666–1667, na którym o usunięciu Nikona z urzędu zdecydowali zaproszeni patriarchowie antiocheński i jerozolimski.
Sobór moskiewski wydał także postanowienia dotyczące roli patriarchy w Kościele. Uznał, iż naczelną instancją zarządzającą Kościołem jest Uświęcony Sobór (biskupi oraz przełożeni wybranych monasterów), a patriarcha może zostać usunięty z urzędu przez sąd duchowny, do składu którego miał być zapraszany przynajmniej jeden zwierzchnik prawosławnego patriarchatu starożytnego. Zwierzchnika Kościoła ogłoszono „pierwszym wśród równych”, a nie stojącym wyżej od pozostałych biskupów. Sobór stwierdził również, iż patriarcha moskiewski i całej Rusi ma zajmować się jedynie sprawach duchownymi, uznając pierwszeństwo cara w sprawach świeckich. W ten sposób nigdy nie miał powtórzyć się precedens postępowania Nikona, który uzyskał osobiste zaufanie cara i znacząco wpływał na jego decyzje polityczne. Równocześnie jednak to car miał decydować o dopuszczeniu do chirotonii biskupich, obejmowania i zmiany katedr. Kompetencje patriarchy jeszcze ograniczył Uświęcony Sobór z 1675, który zwiększył swobodę działania biskupów ordynariuszy i nakazał podejmować decyzję administracyjne jedynie na soborach. Pierwsza ze zmian miała związek z prowadzonymi prześladowaniami staroobrzędowców, czym zajmowali się hierarchowie w porozumieniu z lokalnymi organami władzy świeckiej.
Relacje między carem, patriarchą i Uświęconym Soborem nie zostały jednak nigdy precyzyjnie skodyfikowane. Ogólnie przyjmowano, iż zadaniem patriarchy pozostało zwoływanie soborów, wstępne wskazywanie kandydatów na biskupów (kandydatury te w obecności cara omawiał Sobór, wybierając jedną osobę z kilku wskazanych), dopuszczano również jego udział w dyskusjach nad sprawami państwa. Patriarchę wybierał Sobór, jednak decydujący głos cara w dyskusji w tej kwestii stał się powszechnie akceptowaną tradycją. Wbrew zaleceniom soboru z 1666 zachowany został obyczaj powtórnej patriarszej chirotonii. Innym charakterystycznym obrzędem związanym z osobą patriarchy moskiewskiego i całej Rusi w pierwszym okresie patriarchatu była jazda na ośle w dniu święta Wjazdu Pańskiego do Jerozolimy (Niedziela Palmowa). W dniu tym patriarcha objeżdżał na ośle Kreml moskiewski i jego sąsiedztwo, zaś zwierzę prowadził za uzdę car. Obrzęd ten funkcjonował do 1697.

### Drugi okres istnienia patriarchatu

#### Postanowienia Soboru Lokalnego z lat 1917–1918
Restauracja patriarchatu nastąpiła na mocy postanowień Soboru Lokalnego w 1917, w zmienionej sytuacji politycznej po upadku caratu. Decyzję w tym zakresie sobór wydał 4 listopada 1917. Patriarcha ponownie został nazwany pierwszym pośród równych sobie biskupów, podporządkowanym Soborowi Lokalnemu. Zgodnie z bardziej szczegółowymi ustaleniami soboru patriarcha miał reprezentować Rosyjski Kościół Prawosławny przed organami władzy świeckiej i dbać o jego dobry stan, utrzymywać kontakty z innymi Kościołami autokefalicznymi, dbać o obsadzanie wakujących katedr biskupów, udzielać rad duchowych innym biskupom oraz kierować listy pasterskie do ogółu wiernych. Równocześnie mianowano go ordynariuszem Patriarszego Obwodu, w skład którego weszła eparchia moskiewska oraz wszystkie monastery stauropigialne. Zarządzać nimi miał jednak metropolita kołomieński i możajski, zaś patriarsze pozostawiono „ogólną kontrolę” nad nią. Hierarcha miał również prawo dokonywania kontroli we wszystkich eparchiach Kościoła i przyjmowania skarg wiernych na poszczególnych ordynariuszy. Ex officio zasiadał w Świętym Synodzie, liczącym 12 członków, oraz w piętnastoosobowej Wyższej Radzie Cerkiewnej, a w obydwu organach zarządzających miał przewodniczyć ich pracom.
Procedura wyboru patriarchy moskiewskiego miała być analogiczna do tej, którą opracowano na potrzeby pierwszej po restauracji patriarchatu elekcji zwierzchnika Kościoła. Z uwagi jednak na trudną sytuację Cerkwi po rewolucji październikowej obradujący nadal Sobór Lokalny 24 stycznia 1918 dał patriarsze prawo mianowania za życia kandydata, lub kilku kandydatów, na locum tenens patriarchatu w przypadku uniemożliwienia mu zarządzania Kościołem lub przeprowadzenia nowego soboru.
Realne możliwości patriarchy w zakresie realizowania przyznanych mu kompetencji były ograniczone. Z powodu niemożności wybierania członków Wyższej Rady Cerkiewnej i prowadzenia jej prac w przewidywany sposób patriarcha Tichon w 1924 całkowicie rozwiązał ten organ. Nie mógł działać również Święty Synod. De facto jednoosobowo zarządzali Kościołem – na tyle, na ile było to możliwe – najpierw patriarcha, a następnie hierarchowie tymczasowo pełniący jego funkcje (locum tenens i jego zastępcy).

#### Po 1945
Powrót do wspólnego zarządzania Kościołem przez patriarchę i Synod (z Wyższej Rady Cerkiewnej ostatecznie zrezygnowano) stał się możliwy po częściowej poprawie relacji państwa i Cerkwi w czasie II wojny światowej. W 1945 nowy ustrój wewnętrzny Kościoła przewidywał dla patriarchy również następujące kompetencje: kierowanie listów pasterskich do wszystkich wiernych Cerkwi Rosyjskiej, udzielanie pouczeń innym biskupom, reprezentowanie Kościoła w stosunkach z innymi Cerkwiami lokalnymi, nadawanie odznaczeń cerkiewnych, podnoszenie biskupów do godności arcybiskupa i metropolity, uzgadnianie z Radą ds. Rosyjskiego Kościoła Prawosławnego przy rządzie ZSRR spraw niebędących wyłącznie problemami wewnętrznymi Kościoła. Patriarsze odebrano prawo do wskazywania za życia kandydatów na locum tenens; w razie śmierci patriarchy zostawał nim automatycznie najstarszy stały członek Świętego Synodu.
Ustrój wewnętrznych Kościoła został zmieniony po raz drugi po II wojnie światowej w 1988. W nowej wersji prawa cerkiewnego zachowano zapisy o zarządzaniu przez patriarchę Rosyjskim Kościołem Prawosławnym razem ze Świętym Synodem. Wskazano, iż hierarcha podlega zarówno Soborowi Lokalnemu (przez który może być sądzony i usunięty z urzędu), jak i Soborowi Biskupów, zwołuje te sobory, wyznacza terminy posiedzeń Świętego Synodu i przewodniczy jego pracom. W czasie soborów lokalnych i soborów biskupów jego obowiązkiem jest przedstawienie stanu życia cerkiewnego, patriarcha odpowiadał również za wdrażanie postanowień wymienionych zgromadzeń. Oprócz dotychczasowych uprawnień w zakresie kierowania pouczeń do wiernych i utrzymywania stosunków z innymi Cerkwiami autokefalicznymi zwierzchnika Kościoła uczyniono także odpowiedzialnym za cerkiewne szkolnictwo teologiczne. Patriarcha wydawał ukazy mianujące biskupów ordynariuszy i pomocniczych, kierowników wydziałów synodalnych, rektorów uczelni teologicznych, mógł nadawać cerkiewne odznaczenia oraz godności arcybiskupa i metropolity, potwierdzał decyzje o nadaniu stopni naukowych na uczelniach prowadzonych przez Kościół. Był również ordynariuszem eparchii moskiewskiej, chociaż w codziennym zarządzaniu nią zastępował go metropolita kruticki i kołomieński. Patriarsze przyznano prawo poddania pod ponowne głosowanie postanowienia Synodu, z którym się nie zgadzał, a po powtórnej dyskusji i głosowaniu – zawetowania go i oddania pod dyskusję na Soborze Biskupów.
Urząd patriarchy był dożywotni, z prawem zrzeczenia się katedry. W takim wypadku locum tenens miał typować Święty Synod spośród swoich członków stałych. Wyboru patriarchy miał dokonać Sobór Lokalny spośród biskupów Cerkwi Rosyjskiej, obywateli ZSRR, w wieku co najmniej 40 lat, z wykształceniem teologicznym i o dobrej reputacji wśród duchowieństwa i wiernych.

### Współcześnie
Rolę patriarchy w Rosyjskim Kościele Prawosławnym definiuje przyjęty w 2000 (z późniejszymi poprawkami) statut wewnętrzny Kościoła.
Patriarcha moskiewski i całej Rusi jest zwierzchnikiem Rosyjskiego Kościoła Prawosławnego i zajmuje honorowe pierwsze miejsce spośród jego biskupów. Za swoje działania odpowiada przed Soborem Lokalnym oraz przed Soborem Biskupów. Urząd patriarchy jest sprawowany dożywotnio. W czasie soborów zwierzchnik Kościoła przedstawia im sprawozdania z działalności Kościoła w okresie od ostatniego tego typu zgromadzenia. Patriarcha zwołuje sobory oraz wyznacza terminy posiedzeń Świętego Synodu, jak również im przewodniczy. Jest odpowiedzialny za wdrażanie w życie postanowień soborów i Synodu, reprezentuje Cerkiew przed władzami świeckimi, nawiązuje kontakty z przywódcami religijnymi innych wyznań oraz ze zwierzchnikami pozostałych prawosławnych Kościołów autokefalicznych. Ma prawo w dowolnym momencie wystosowywać do wiernych listy pasterskie, jak również dokonywać kontroli w eparchiach Kościoła i nadzorować wykonywanie obowiązków przez ordynariuszy.
Patriarcha ma prawo podnoszenia biskupów do godności arcybiskupów i metropolitów, w odniesieniu do białego duchowieństwa przyznaje nagrody cerkiewne. Decyduje o przyznawaniu odznaczeń cerkiewnych, potwierdza stopnie i tytuły naukowe nadanie w Akademiach Duchownych prowadzonych przez Kościół. Wydaje ukazy o nominacjach biskupich i przenoszeniu biskupów zgodnie z decyzjami Synodu, w analogiczny sposób potwierdza nominacje przewodniczących wydziałów synodalnych i rektorów szkół duchownych, troszczy się o wyznaczanie ordynariuszy na wakujące katedry lub wyznacza ich tymczasowych administratorów w razie choroby, śmierci lub suspendowania biskupów, udziela biskupom urlopów na okres dłuższy niż 14 dni. Dba o jedność hierarchii duchownej i służy jako rozjemca w razie sporów między biskupami. Potwierdza regulaminy wewnętrzne podległych Rosyjskiemu Kościołowi Prawosławnemu eparchii, egzarchatów i Cerkwi autonomicznych.
Patriarcha jest ordynariuszem eparchii moskiewskiej. W zarządzaniu nią jest wspierany przez namiestnika – metropolitę krutickiego i kołomieńskiego. Jest również honorowym przełożonym ławry Troicko-Siergijewskiej i innych monasterów o szczególnym znaczeniu dla historii Rosyjskiego Kościoła Prawosławnego, jak również zarządza wszystkimi instytucjami stauropigialnymi. Ma prawo tworzenia nowych placówek duszpasterskich tego typu na terenie eparchii moskiewskiej; w przypadku położenia placówki stauropigialnej na terenie innej eparchii jego decyzję musi potwierdzić jej biskup ordynariusz oraz Święty Synod.

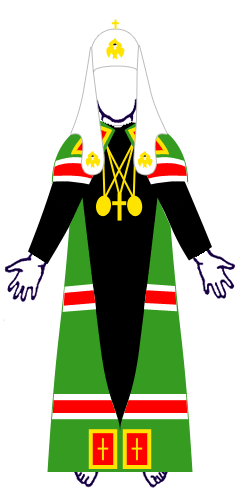
Strój chórowy patriarchy moskiewskiego i całej Rusi

W czasie każdej Świętej Liturgii odprawianej w parafiach Patriarchatu Moskiewskiego wspominane jest imię patriarchy. Zewnętrznymi oznakami urzędu patriarszego są biały kukol, zielona mantia, dwie panagie, wielki paraman i niesiony przed nim w czasie nabożeństw krzyż.
Prawo sądu duchownego nad patriarchą i podjęcia decyzji o jego odejściu w stan spoczynku ma sobór biskupów. W przypadku wakatu na urzędzie patriarchy Święty Synod Rosyjskiego Kościoła Prawosławnego wybiera z grona swoich członków stałych locum tenens.

### Procedura wyboru patriarchy
Według obowiązującego regulaminu wewnętrznego Rosyjskiego Kościoła Prawosławnego patriarchą moskiewskim i całej Rusi może zostać biskup Rosyjskiego Kościoła Prawosławnego w wieku co najmniej 40 lat, posiadający wyższe wykształcenie teologiczne (co najmniej stopień kandydata nauk), doświadczony w zarządzaniu eparchią, o dobrej reputacji wśród wiernych i hierarchii, posiadający „dobre świadectwo ze strony tych, którzy są z zewnątrz” (1 Tym 3,7).
Wyboru patriarchy dokonuje Sobór Lokalny Kościoła. Pierwszą turę przeprowadza jedynie Sobór Biskupów Rosyjskiego Kościoła Prawosławnego w głosowaniu tajnym, w ograniczonym składzie – prawo głosu mają wyłącznie ci hierarchowie, którzy spełniają wymagania stawiane kandydatom na zwierzchnika Kościoła. Listę uprawnionych do głosowania opracowuje Święty Synod. Wybory patriarchy zawsze odbywają się w dwóch turach. Do drugiej przechodzi trzech hierarchów z największą liczbą głosów uzyskanych w pierwszym głosowaniu. Wybrani do drugiej tury mają prawo wycofać się z głosowania. Jeśli kandydowania w drugiej turze odmówią wszyscy wskazani kandydaci, procedurę wyborczą rozpoczyna się od nowa. Sobór Lokalny ma prawo wskazać własnego, czwartego kandydata. Musi on zyskać poparcie co najmniej 1/4 delegatów na sobór, a następnie 1/3 biskupów.
Jeśli w drugiej turze w pierwszym głosowaniu jeden z kandydatów uzyska ponad połowę ważnych oddanych głosów, zostaje wybrany na patriarchę. W innym przypadku przeprowadza się kolejne głosowanie, w którym kandydują już tylko dwaj biskupi z największą liczbą głosów uzyskanych w II turze. Na urząd patriarchy zostaje wskazany ten kandydat, który zdobędzie więcej głosów. W przypadku równej liczby głosów o obsadzie urzędu decyduje losowanie. Jeśli z II tury wycofają się wszyscy kandydaci poza jednym, Sobór Lokalny może uprawnić Sobór Biskupów do wskazania jeszcze jednego kandydata lub zrezygnować z tego. W takim wypadku delegaci głosują „za” lub „przeciw” jedynemu kandydatowi, a ten zostaje wybrany, jeśli zbierze ponad połowę głosów „za”.
Także po ogłoszeniu wyników głosowania można odmówić przyjęcia urzędu. Po przeliczeniu głosów kandydatowi zadawane jest pytanie: Wielce Błogosławiony (imię), Sobór Lokalny Rosyjskiego Kościoła Prawosławnego wybrał cię na patriarchę moskiewskiego i całej Rusi, czy przyjmujesz ten wybór? (oryg. Преосвященный (имярек) Поместный Собор Русской Православной Церкви избрал тебя Патриархом Московским и всея Руси; Принимаешь ли ты сие избрание?). Odpowiadając twierdząco, kandydat ostatecznie przyjmuje wybór.

## Patriarchowie moskiewscy i całej Rusi

### Pierwszy okres funkcjonowania patriarchatu
| Lp.  | Portret | Hierarcha Imię i nazwisko świeckie | Okres pełnienia urzędu | Okres pełnienia urzędu | Uwagi |
| Lp.  | Portret | Hierarcha Imię i nazwisko świeckie | od                     | do                     | Uwagi |
| ---- | ------- | ---------------------------------- | ---------------------- | ---------------------- | --- |
| I    |         | Hiob                               | 26 stycznia 1589       | 24 czerwca 1605        | Przed podniesieniem metropolii moskiewskiej do rangi patriarchatu był jej zwierzchnikiem. Wybrany na patriarchę przez cara Fiodora I z trzech kandydatów wskazanych również przez cara i potwierdzonych przez Sobór Biskupów. Z urzędu usunięty na żądanie Dymitra Samozwańca I, którego decyzję potwierdził uświęcony sobór. Po śmierci Samozwańca i uwięzieniu Ignacego odmówił ponownego przyjęcia urzędu z uwagi na zły stan zdrowia. Kanonizowany przez Rosyjski Kościół Prawosławny w 1979 z tytułem świętego biskupa; zezwolono wówczas na kult lokalny. Jego rozszerzenie na cały Kościół nastąpiło dziesięć lat później |
|      |         | Ignacy                             | 24 czerwca 1605        | 18 maja 1606           | Wybrany na patriarchę z polecenia Dymitra Samozwańca. Przez współczesnych uważany za kanonicznego zwierzchnika Rosyjskiego Kościoła Prawosławnego, został następnie wykreślony z list patriarchów i nie jest uwzględniany w numeracji kolejnych hierarchów na tym urzędzie. Uwięziony i pozbawiony urzędu po śmierci swojego protektora Dymitra Samozwańca, w 1611 przez kilka miesięcy, na życzenie polskiej załogi Kremla moskiewskiego, bez sankcji soboru pełnił obowiązki patriarchy, w czasie uwięzienia kanonicznego zwierzchnika Kościoła – Hermogena. Następnie uciekł z Moskwy; na emigracji w Rzeczypospolitej przyjął unię. |
| II   |         | Hermogen Jermołaj                  | 3 lipca 1606           | 17 lutego 1612         | Wybrany przez sobór biskupów z poparciem cara Wasyla Szujskiego. W 1913 został kanonizowany przez Rosyjski Kościół Prawosławny z tytułem świętego wyznawcy |
|      |         | Efrem                              | luty 1612              | 26 grudnia 1613        | Metropolita kazański, locum tenens Patriarchatu Moskiewskiego. |
|      |         | Jonasz                             | 26 grudnia 1613        | 24 czerwca 1619        | Metropolita sarski i podoński, locum tenens Patriarchatu Moskiewskiego. Pełnił obowiązki do powrotu metropolity Filareta (Romanowa), który jako ojciec cara Michała I miał objąć urząd patriarchy. |
| III  |         | Filaret Fiodor Romanow             | 24 czerwca 1619        | 1 października 1633    | Wybrany na urząd przez sobór biskupów zgodnie z życzeniem cara Michała I. Wcześniej, w 1608, przebywając w obozie Dymitra Samozwańca II, niekanonicznie tytułował się patriarchą, w opozycji do legalnego zwierzchnika Kościoła – Hermogena. |
| IV   |         | Joazaf I                           | styczeń 1634           | 28 listopada 1640      | Wybrany na urząd przez cara, z grona trzech wskazanych przez sobór kandydatów. Jego wybór był formalnością, gdyż już wcześniej jako na swojego następcę wskazywał na niego zmarły patriarcha Filaret. |
| V    |         | Józef Josif Djakow                 | 27 marca 1642          | 15 kwietnia 1652       | Wybrany na urząd drogą losowania, z sześciu kandydatów wskazanych przez cara z grona uczestników uświęconego soboru. |
| VI   |         | Nikon Nikita Minow                 | 25 lipca 1652          | 12 grudnia 1666        | Najprawdopodobniej wybrany na urząd przez sobór biskupów, z poparciem cara. W 1658, skonfliktowany z carem, ogłosił rezygnację z urzędu patriarchy i wycofał się do monasteru Nowe Jeruzalem. Decyzji tej nie potwierdził Sobór Lokalny ani Sobór Biskupów, toteż Nikon tytularnie pozostawał patriarchą, chociaż nie sprawował związanych z tym urzędem obowiązków, które pełnił w zastępstwie metropolita rostowski Jonasz. W 1664 wrócił do Moskwy i zamierzał podjąć ich wykonywanie na nowo. Car Aleksy I był już jednak zdecydowanie mu przeciwny i nie dopuścił do tego, doprowadzając do zwołania w 1666 soboru z udziałem zwierzchników starożytnych patriarchów prawosławnych, który oficjalnie pozbawił Nikona wszystkich godności kościelnych. W 1682 Nikon został pośmiertnie zrehabilitowany. |
| VII  |         | Joazaf II                          | 31 stycznia 1667       | 17 lutego 1672         | Wybrany na urząd przez sobór moskiewski, który pozbawił wszystkich godności kościelnych jego poprzednika Nikona. |
| VIII |         | Pitirim                            | 7 lipca 1672           | 19 kwietnia 1673       | Wybrany na urząd przez uświęcony sobór. |
| IX   |         | Joachim Iwan Sawiołow              | 26 lipca 1674          | 17 marca 1690          | Wybrany przez uświęcony sobór. |
| X    |         | Adrian Andriej                     | 24 sierpnia 1690       | 16 października 1700   | Wybrany przez sobór biskupów. |
|      |         | Stefan Symeon Jaworski             | 16 grudnia 1701        | 1722                   | Metropolita riazański, locum tenens Patriarchatu Moskiewskiego, następnie przewodniczący Świątobliwego Synodu Rządzącego. |

### Drugi okres funkcjonowania patriarchatu
| Lp.  | Fotografia       | Hierarcha Imię i nazwisko świeckie | Okres pełnienia urzędu | Okres pełnienia urzędu | Uwagi |
| Lp.  | Fotografia       | Hierarcha Imię i nazwisko świeckie | od                     | do | Uwagi |
| ---- | ---------------- | ---------------------------------- | ---------------------- | --- | --- |
| XI   |                  | Tichon Wasilij Biełławin           | 17 listopada 1917      | 7 kwietnia 1925 | Wybrany na patriarchę przez Sobór Lokalny po niemal dwustu latach od likwidacji patriarchatu według opracowanej na tę okazję procedury. W pierwszej turze głosowania uczestnicy soboru wskazywali trzech najwłaściwszych kandydatów na tron patriarszy. Warunkiem zaakceptowania kandydatury było uzyskanie 155 głosów spośród 309 możliwych. Tichon został wybrany jako trzeci, po metropolitach Antonim (Chrapowickim) i Arseniuszu (Stadnickim). O wyborze patriarchy spośród wymienionych trzech hierarchów zadecydowało losowanie. Kanonizowany przez Rosyjski Kościół Prawosławny w 1989 z tytułem świętego wyznawcy. |
|      |                  | Piotr Piotr Polański               | 12 kwietnia 1925       | 10 grudnia 1925 | Metropolita kruticki, locum tenens Patriarchatu Moskiewskiego. Swoje obowiązki przestał pełnić de facto wskutek aresztowania. De iure pozostawał locum tenens do 1936. |
|      |                  | Sergiusz Iwan Stragorodski         | 10 grudnia 1925        | 8 grudnia 1926 | Metropolita niżnonowogrodzki i arzamaski, zastępca locum tenens Patriarchatu Moskiewskiego. Swoje obowiązki przestał pełnić wskutek aresztowania. |
|      |                  | Józef Iwan Pietrowych              | 8 grudnia 1926         | 13 grudnia 1926 | Metropolita rostowski, p.o. zastępcy locum tenens Patriarchatu Moskiewskiego. Swoje obowiązki przestał pełnić wskutek aresztowania. |
|      |                  | Serafin Siemion Samojłowicz        | 13 grudnia 1926        | 7 kwietnia 1927 | Arcybiskup uglicki, p.o. zastępcy locum tenens Patriarchatu Moskiewskiego. Po zwolnieniu metropolity niżnonowogrodzkiego Sergiusza na powrót przekazał mu dawne obowiązki. |
|      |                  | Sergiusz Iwan Stragorodski         | 7 kwietnia 1927        | 1936 | Metropolita niżnonowogrodzki i arzamaski, następnie od 1932 – gorkowski i arzamaski i od 1934 – moskiewski i kołomieński, zastępca locum tenens Patriarchatu Moskiewskiego. |
|      | 1936             | Sergiusz Iwan Stragorodski         | 8 września 1943        | Locum tenens Patriarchatu Moskiewskiego. Tytuł ten metropolita Sergiusz przyjął, kierując się docierającymi do niego informacjami o śmierci metropolity Piotra (Polańskiego), który w rzeczywistości zginął dopiero w roku następnym. | |
| XII  | 8 września 1943  | Sergiusz Iwan Stragorodski         | 15 maja 1944           | W zmienionej sytuacji politycznej ZSRR, po agresji niemieckiej, Stalin zgodził się na przeprowadzenie wyborów patriarchy. Wyboru Sergiusza dokonał Sobór Biskupów. Dziewiętnastu zgromadzonych hierarchów jednogłośnie poparło wniosek metropolity leningradzkiego Aleksego, by wybrać na nowego zwierzchnika Kościoła właśnie Sergiusza. | |
|      |                  | Aleksy I Siergiej Simanski         | 15 maja 1944           | 2 lutego 1945 | Metropolita leningradzki, locum tenens Patriarchatu Moskiewskiego. |
| XIII | 2 lutego 1945    | Aleksy I Siergiej Simanski         | 17 kwietnia 1970       | Wybrany na patriarchę przez Sobór Lokalny zgodnie z wolą poprzedniego patriarchy. | |
|      |                  | Pimen Siergiej Izwiekow            | 17 kwietnia 1970       | 2 czerwca 1971 | Metropolita kruticki i kołomieński, locum tenens Patriarchatu Moskiewskiego. |
| XIV  | 2 czerwca 1971   | Pimen Siergiej Izwiekow            | 3 maja 1990            | Wybrany na patriarchę przez kontrolowany przez KGB Sobór Lokalny w głosowaniu jawnym, zgodnie z życzeniem władz, jednogłośnie. | |
|      |                  | Filaret Mychajło Denysenko         | 3 maja 1990            | 10 czerwca 1990 | Egzarcha Ukrainy i metropolita kijowski, locum tenens Patriarchatu Moskiewskiego. |
| XV   |                  | Aleksy II Aleksiej Ridigier        | 10 czerwca 1990        | 5 grudnia 2008 | Wybrany przez Sobór Lokalny w dwóch turach głosowania. W obydwu uzyskał największą liczbę głosów, wyprzedzając metropolitów rostowskiego i nowoczerkasskiego Włodzimierza i kijowskiego Filareta. |
|      |                  | Cyryl I Władimir Gundiajew         | 5 grudnia 2008         | 1 lutego 2009 | Metropolita smoleński i kaliningradzki, locum tenens Patriarchatu Moskiewskiego. |
| XVI  | od 1 lutego 2009 | Cyryl I Władimir Gundiajew         |                        | Wybrany przez Sobór Lokalny w dwóch turach głosowania. W obydwu uzyskał największą liczbę głosów, wyprzedzając metropolitów kałuskiego i borowskiego Klemensa oraz mińskiego i słuckiego, egzarchę Białorusi Filareta (wycofał się z II tury).                                                                                            | |